# Рудня (Сарненский район)
Рудня (укр. Рудня) — село в Высоцкой сельской общине Сарненского района Ровненской области Украины.
Население по переписи 2001 года составляло 586 человек. Почтовый индекс — 34123. Телефонный код — 3658. Код КОАТУУ — 5621884307.